# Felinia subapicalis
Felinia subapicalis là một loài bướm đêm trong họ Erebidae.